# المنصور محمد بن محمود
المنصور الثاني من حماة (و. 1284 - ت. شوال سنة 683هـ / 1214)، هو ابن المظفر الثاني محمود، تولى الحكم في عام 1224 وعمره عشر سنوات، وفي زمنه حدثت موقعة عين جالوت، وقد أبلى فيها بلاءً حسناً وكان بجيشه على ميمنة الجيش الإسلامي، وفي سنة 664هـ غزا بلاد السيس بأمر من السلطان الظاهر بيبرس.
وفي سنة 668هـ زار الظاهر بيبرس الملك المنصور في مدينة حماة، وأصيب الملك المنصور الثاني بالحمى وتوفي في شوال سنة 683هـ / 1284.